# Jonas (filme)
JONAS  é um filme de Lô Politi. O filme foi gravado em 2015, e teve seu lançamento em 27 de Outubro de 2016. Em outubro é lançado oficialmente o filme Jonas, estrelado da por Jesuíta e Laura Neiva. O filme conta a história de Jonas, vivido por Jesuíta, que alimenta um amor doentio por Branca, personagem de Laura, filha da patroa de sua mãe. Em pleno carnaval, o rapaz sequestra Branca e a mantém refém dentro de um carro alegórico em forma de Baleia, e preseos na "barriga do animal, eles iniciam um romance. Dirigido por Lô Politi, e gravado em 2015, foi exibido na Mostra de Cinema de São Paulo de 2016, contando também com Criolo, Chay Suede e Karol Conka no elenco. O filme foi vencedor do Prêmio Especial do Júri no Festival do Rio 2015.

## Sinopse
Em pleno Carnaval um rapaz (Jesuíta Barbosa) sequestra a filha da patroa da sua mãe, por quem sempre foi apaixonado, e a mantém refém dentro de um carro alegórico em forma de baleia. Presos na "barriga" do animal, eles iniciam um romance.

## Elenco
| Atores            | Personagem |
| ----------------- | ---------- |
| Jesuíta Barbosa   | Jonas      |
| Laura Neiva       | Branca     |
| Criolo            | Dandão     |
| Chay Suede        | Fê         |
| Chris Couto       | Rita       |
| Karol Conká       | Miria      |
| Ariclenes Barroso | Berro      |
| Ana Cecília Costa | Janice     |
| Paulo Américo     | Moisés     |
| Rincon Sapiência  | Cesinha    |

## Produção
As gravações foram iniciadas em 2015.

## Recepção
Nayara Reynaud para o Cineweb, declarou: "O centro da história é a paixão de Jonas por Branca, filha da patroa de sua mãe e sua amiga de infância, que o coloca em situações inesperadas e que fogem de seu controle, como sequestrar a sua amada. Pelo menos, é assim que a obra tenta pontuar a sua ação e a justifica, ainda mais quando o jogo de sedução se intensifica entre sequestrador e vítima. O roteiro da diretora com Élcio Verçosa põe o rapaz no meio, racial e socialmente falando, da classe média rica paulistana e do submundo do crime, aqui com o tráfico de drogas a serviço dos primeiros. Mas não traz novidades sobre esses temas, tão debatidos no cinema nacional. Ele também carece de mais complexidade de seus personagens e situações, o que se torna mais evidente no desnecessário reforço das metáforas bíblicas em relação ao profeta engolido pela baleia no texto, talvez porque lhe falte força na construção desta alegoria em si." E continuou: "Há uma preocupação excessiva com os adereços, marcantes na fotografia e na montagem, tornando-se estilo e não expressão de significado do enredo. Isso culmina no clímax, pois todo carnaval tem seu fim e aqui era para ser epicamente trágico. No entanto, o que salta aos olhos é a baixa qualidade dos efeitos especiais da cena."